# وزارة الزمن
وزارة الزمن (بالإسبانية: El ministerio del tiempo)‏ هو مسلسل تلفزيوني خيالي إسباني أنشأه خافيير وبابلو أوليفاريس وأنتجه أونزا بارتنرز وكليفهانجر للتلفزيون الإسباني. تم عرضه لأول مرة في 24 فبراير 2015 على La 1. تتبع السلسلة مآثر دورية من وزارة الزمن الخيالية، والتي تتعامل مع الحوادث الناجمة عن السفر عبر الزمن.

## شخصيات متكررة
- إنركيتا مارتي : قاتلة متسلسلة كان تعمل كخادمة لأميليا لفترة قصيرة.

## وصلات خارجية
- وزارة الزمن على موقع IMDb (الإنجليزية)
- وزارة الزمن على موقع نتفليكس (الإنجليزية)
- وزارة الزمن على موقع فيلمافينيتي (الإسبانية)
- وزارة الزمن على موقع كينوبويسك (الروسية)
- وزارة الزمن على موقع ألو سيني (الفرنسية)
- وزارة الزمن على موقع قاعدة بيانات الفيلم (الإنجليزية)
- الموقع الرسمي